# Viridifusus mollis
Viridifusus mollis is een slakkensoort uit de familie van de Fasciolariidae. De wetenschappelijke naam van de soort werd in 1913 voor het eerst geldig gepubliceerd door G.B. Sowerby III.